# Tapeswori
Tapeswari (en népalais : तपेश्वरी) est un comité de développement villageois du Népal situé dans le district d'Udayapur. Au recensement de 2011, il comptait 10 152 habitants.